# Торки Юнайтед
«Торки́ Юна́йтед» (англ. Torquay United Football Club, английское произношение: [tɔːrˈkiː ju:ˈnaɪtɪd]) — английский профессиональный футбольный клуб из города Торки в графстве Девон. Основан в 1899 году. Вступил в Футбольную лигу Англии в 1927 году.
В настоящее время выступает в Национальной лиге, пятом по значимости дивизионе в системе футбольных лиг Англии.

## История

### Период до Первой мировой войны
Оригинальный состав Торки Юнайтед был сформирован в 1899 году группой выпускников под руководством сержант-майора Эдварда Томни. Новоиспеченный клуб сыграл свой первый матч против клуба Аптон Крикет на одном из полей фермера Джона Райта, который был расположен на вершине Пенни Хилл (сейчас это район Паркхерст Роуд).
После целого сезона товарищеских матчей клуб вступил в Лигу Восточного Девоншира и переехал на стадион Рекриэйшн, а клуб Торки Атлетик Регби занял, соответственно, Плейнмур. В 1904 году Атлетик закрепили за собой право на аренду стадиона Рекриэйшн, а футбольный клуб Эллакомб арендовал Плейнмур, таким образом оставив Торки Юнайтед без стадиона. Торки Юнайтед пришлось вернуться на поля Райта. Однако вскоре из-за того, что поля отдали под застройку, команде пришлось снова искать себе стадион. Торки Юнайтед разделили поле с клубом Торки Крикет на Крикетфилд Роуд (сейчас это место также используется для игры в футбол командой Южной девонширской лиги Аптон Атлетик) на четыре года и за это время выиграли свою первую награду — звание чемпиона Лиги Торки и Округа в 1909 году.
После столь значительного прорыва команда объединилась с местным футбольным клубом Эллакомб в 1910 году, назвалась Торки Таун и окончательно переехала на Плейнмур, где и остается по сей день. В течение этого времени команда разделяла стадион с ещё одним клубом из города Торки — Баббакомб. Обе команды играли в Лиге Плимута и Округа вместе с резервными составами Эксетер Сити и Плимут Аргайл. Торки Таун позже стал победителем лиги в сезоне 1911-12.

### Выход в Футбольную лигу
В 1920 году Футбольная лига возобновила свою работу после Первой мировой войны, а команды Плимут Аргайл и Эксетер Сити были избраны в Футбольную Лигу как учредители Третьего Дивизиона Футбольной Лиги. Это породило предложение по объединению двух оставшихся команд в новый клуб, способный конкурировать на уровне соперников-соседей и быть избранным в новую лигу.
Отношения двух клубов из Торки были натянутыми, но в 1921 году напряженность достигла критической точки. Торки уже отчаялся присоединиться к своим местным конкурентам в Лиге, но после долгих обсуждений Баббакомб наконец согласились на слияние. Новый клуб стал единственным представителем города, у него появилась возможность в дальнейшем избраться в Футбольную Лигу. Новая команда назвалась «Торки Юнайтед» и возвратилась к имени, которое клуб носил до 1910 года.
Новый клуб вошел в Южную футбольную лигу. Торки Юнайтед финишировал в сезоне на шестом месте и во время летнего перерыва попросил перевода в Футбольную Лигу, но вместо Торки был переведен Боскомб. С 1923 года Южную Лигу разделили на Восточную и Западную секции, Торки Юнайтед играли в Западной секции.
В 1925 году клуб прошел пять отборочных туров, чтобы впервые в своей истории принять участие в Кубке Англии. Под руководством Перси Макрилла команда дважды сыграла вничью со счетом 1:1 против Рединга, но уступили во второй переигровке на Плейнмуре со счетом 2:0.
В 1927 году Торки Юнайтед наконец выиграл свой первый чемпионский титул со времен победы в Лиге Торки и Округа в 1912 году, победив в Западной Секции Южной Лиги. Юнайтед закончили сезон, имея равное количество очков с резервной командой клуба Бристоль Сити, но победа клуба из Торки в последней игре сезона со счетом 3:1 позволила им выйти вперед по разнице мячей. Юнайтед уступил в финале Южной Лиги в игре против победителя Восточной Секции — резервной команды клуба Брайтон энд Хоув Альбион — со счетом 4:0, но этот сезон был только началом общего подъема клуба.
Получив мощный импульс, клуб вновь подал заявку на вступление в Футбольную Лигу, и на этот раз был принят, заняв место в Третьем Дивизионе Футбольной Лиги вместо клуба Абердейр Атлетик, который покинул Лигу после неудачного выступления в сезоне. Так в Торки появилась профессиональная команда Футбольной Лиги, а в честь этого на стадионе Плейнмур были построены деревянные трибуны стоимостью 150 фунтов. Также в это время Юнайтед сменили клубные цвета с голубого и темно-синего на черно-белые полосы, из-за чего команда получила прозвище «сороки», как и их соперники по Лиге Ньюкасл Юнайтед.
Первый матч Юнайтед в Лиге против Эксетер Сити состоялся 27 августа 1927 на домашнем стадионе Плейнмур. Состав на эту игру был следующим: Миллсом, Кук, Смит, Уэллок, Врагге, Коннер, Макки, Тернер, Джонс, МакГоверн, Томсон. Матч, на котором присутствовало 11625 зрителей, закончился ничьей 1:1. У хозяев гол забил Берт Тернер. Но в целом первый сезон команды в Лиге был не особо успешным: после ничьей с Эксетер Сити клуб потерпел первое поражение в Лиге со счетом 9:1 от Миллуолла. Всего Юнайтед сыграл 42 матча за сезон, из которых 8 смог выиграть, 14 закончились ничьей, а в 20 встречах клуб уступил соперникам. В итоге с 30 очками Торки Юнайтед остались на последней строчке турнирной таблицы, оказавшись на грани понижения в классе.
В 1930-е годы Торки боролся с финансовыми проблемами, домашний стадион команды нуждался в ремонте после того как крышу стадиона сдуло в 1930 году. Лучшим результатом клуба за 12 сезонов было 10 место в Третьем Дивизионе. А в последних сезонах перед приостановкой соревнований на время Второй мировой войны команда не поднималась в итоговой таблице Южного Третьего Дивизиона выше 19 места (всего в дивизионе на тот момент было 22 команды).
Самыми известными игроками Торки Юнайтед в предвоенное время были уроженец Пейнтона Джордж Стабб, забивший 24 гола в сезоне 1932/33, рослый Альберт Хатчинсон (84 гола в 338 играх с 1930 по 1938 гг.) и уроженец Дартмута нападающий Ральф Биркетт, который позже выступал за Арсенал и Мидлсбро.

В 1939 году Юнайтед вышел в финал Кубка Южного Третьего Дивизиона. В 1934 году Юнайтед уже играл в финале этого Кубка, но уступил Эксетер Сити со счетом 1:0. В 1939 году финал Кубка (В котором против Юнайтед должен был сыграть победитель полуфинальной пары Куинз Парк Рейнджерс — Порт Вейл) так и не был сыгран из-за начавшейся Второй мировой войны.

### Эра Уэббера
Когда Футбольная лига возобновила соревнования в 1946 году, Торки Юнайтед продолжил бороться и завершил сезон на 19-м месте. Тем не менее, отчасти благодаря голам своего нового нападающего Сэмми Коллинза, клуб впервые вошел в первую десятку в 1949 году, заняв 9-е, а в 1950 году — 5-е место.
В 1954 году Торки Юнайтед снова сменили клубные цвета: черные и белые полосы были заменены на золотые и синие, символизирующие солнце, пляж и море. Эти цвета Юнайтед использует и по сей день. Со сменой формы к клубу пришла удача, и в этом сезоне Торки показал свою лучшую игру в Кубке Англии.
После побед дома над Кембридж Юнайтед со счетом 4:0 и на выезде над Блайт Спартанс со счетом 1:3, Торки вышли на Лидс Юнайтед в третьем раунде Кубка. Никто не ожидал, что команда сможет добиться положительного результата в игре на Элланд Роуд. Поэтому после ничьей 2:2 в Йоркшире во время переигровки на стадионе Плэйнмур 12 января присутствовало более 11000 зрителей.
Невероятно, но благодаря голам Сэмми Коллинза, Гарольда Добби, Ронни Шоу и капитана команды Дона Миллса, игравшего против своего бывшего клуба, Торки Юнайтед выиграли со счетом 4:0 и вышли в четвертый раунд, где им предстояло сыграть с клубом Хаддерсфилд Таун.
Матч между Торки Юнайтед и Хаддерсфилд Таун 29 января 1955 года в 4 раунде Кубка Англии навсегда останется в памяти у каждого, кто пришел в тот день на стадион Плэйнмур. До сих пор остается загадкой, как 21908 зрителей поместились на стадионе; этот рекорд посещаемости домашних матчей клуба до сих пор не был побит. Юнайтед уступил клубу из Первого Дивизиона со счетом 0:1.
После героического выступления в Кубке Англии в сезоне 1956/57 Торки Юнайтед упустили возможность выйти во Второй Дивизион, проиграв по разнице мячей. Команда хорошо начала сезон, и к апрелю о возможности впервые выйти во Второй Дивизион говорил весь город. После домашних побед над Нортгемптон Таун, Саутгемптон, Ньюпорт Каунти и Куинз Парк Рейнджерс команда оказалась в верхней части таблицы, опережая на 1 очко Ипсвич Таун, тренером которого был Альф Рамсей, позже выигравший со сборной Англии Чемпионат Мира 1966 года.
В последний игровой день сезона Юнайтед предстояла выездная игра с клубом Кристал Пэлас. Поддержать команду собрались 1500 поклонников. Для выхода во Второй Дивизион независимо от результата последней игры Ипсвич Таун клубу нужна была победа в этом матче, но на Селхерст Парк была зафиксирована ничья 1:1, и Ипсвич, выиграв свой последний матч в Саутгемптоне, вышел вперед по разнице забитых и пропущенных мячей.
Торки Юнайтед не удалось показать хорошую игру в следующем сезоне. Закончив сезон 1957/58 на 21-м месте, клуб спустился в Четвертый Дивизион, созданный в том же году при реструктуризации Третьего Дивизиона.
С Эриком Уэббером, оставшимся главным тренером команды, Торки Юнайтед закончил свой первый сезон в новом дивизионе на 12-м месте, но уже в следующем году клуб вернул себе былую форму, и 27 апреля 1960 года 8749 поклонников на Плэйнмур увидели победу Торки Юнайтед над Джиллингем со счетом 2:0, ознаменовавшую возвращение в Третий Дивизион за две игры до окончания сезона. Тем не менее, после двух сезонов в Третьем Дивизионе клуб вернулся в низший дивизион, несмотря на победу в последнем матче над Барнсли со счетом 4:2.
Команда была очень близка к выходу обратно в Третий Дивизион, когда два раза финишировала на 6-м месте в сезонах 1962/63 и 1963/64. В 1963 году Уэббер подписал в команду нападающего Робина Стаббса, заплатив рекордную для клуба сумму 6000 фунтов Бирмингему. Стаббс стал лучшим бомбардиром клуба в дебютном для себя сезоне 1963/64, забив 24 гола в 34 играх.
Выступление Торки Юнайтед в Кубке Англии стало кульминацией сезона 1964/65, по окончании которого болельщиков вновь постигло разочарование от финиша в середине таблицы Четвертого Дивизиона и очередной неудачной попытки возвращения в Третий Дивизион. После победы со счетом 6:0 в выездном матче с Кентербери Сити в первом туре, во втором туре Торки выбили Колчестер Юнайтед из соревнования, победив со счетом 2:0 на домашнем стадионе. В третьем раунде Торки ждала встреча на своем поле с Тоттенхэм Хотспур.
Во втором по посещаемости за все время существования клуба домашнем матче (более 20000 зрителей пришли на Плэйнмур) команда показала игру, которую вряд ли забудет большинство болельщиков клуба. Игрок Юнайтед Билли Аткинсон открыл счет ударом с пенальти после падения Робина Стаббса в штрафной площади гостей, но позже Тоттенхэм Хотспур смогли выйти вперед благодаря двум голам Алана Гилцина и голу Мориса Норманна. Но в последние несколько минут два гола Стаббса позволили Юнайтед сравнять счет. Матч так и закончился со счетом 3:3.
Матч переигровки в Лондоне был отменен в тот момент, когда большая часть болельщиков Юнайтед уже прибыла в столицу. Неделю спустя матч все же состоялся при 55000 зрителей на Уайт Харт Лейн. Джимми Гривз сделал в том матче хет-трик, в итоге Тоттенхэм обыграл Торки Юнайтед со счетом 5:1. Гол престижа у Юнайтед забил Стаббс.
После завершения сезона на 12-м месте в Четвертом Дивизионе Эрик Уэббер был уволен после 15 лет пребывания на посту менеджера Юнайтед. Новый председатель Тони Бойс посчитал, что клубу необходимы свежие идеи. Бойс с преемником Уэббера вскоре написали свою часть истории Юнайтед.
Уэббер сменил Алекса Масси на тренерском посту Юнайтед в 1951 году. Изначально он был играющим тренером, но в 1955 году повесил бутсы на гвоздь и сосредоточился исключительно на тренерской работе.

### Эра О’Фаррелла
На смену Эрику Уэбберу в клуб пришел Фрэнк О’Фаррелл, до перехода в Торки тренировавший Уэймут, с которым О’Фарреллу удалось победить в Южной Лиге. В первый же год под руководством О’Фаррелла клуб добился повышения в классе, заняв третье место в Четвертом Дивизионе и перейдя в Третий Дивизион.
В течение следующих нескольких сезонов О’Фаррелл, используя свои старые связи в клубе Вест Хэм, привел в команду несколько экс-игроков «молотов». Среди них были Джон Бонд и Кен Браун — два известных игрока с Аптон Парк. Сезон 1966/67 Юнайтед закончил на 7-м месте, а в сезоне 1967/68 еще раз смог вплотную приблизиться к зоне повышения в классе.
В 1968 году перед Пасхой Торки поднялся на первую строчку в турнирной таблице, обыграв своего соперника за выход во Второй Дивизион Бери в домашнем матче со счетом 3:0 перед 10000 болельщиков. Но не слишком удачное выступление в концовке чемпионата позволило Торки занять лишь 4-ю строчку в итоговой таблице с отставанием в три очка от занявшего 2-е место Бери.
Сезон 1968/69 стал последним в «эре О’Фаррелла». После его завершения Фрэнк покинул клуб, отправившись тренировать выступавший в Первом Дивизионе Лестер, а позже и Манчестер Юнайтед.

### Разочарование нижних лиг
После окончания сезона 1969/70 Стаббс был продан в Бристоль Роверс за 12000 фунтов стерлингов. Вместе с Сэмми Коллинзом он был одним из лучших бомбардиров Торки Юнайтед. После ухода О’Фаррелла клуб еще два сезона провел в середине турнирной таблицы третьего Дивизиона, а сезон 1971/72 закончил уже на 23 месте (всего в Третьем Дивизионе играли 24 клуба), оказавшись в зоне вылета в Четвёртый Дивизион.
Следующее десятилетие Торки Юнайтед провел, занимая места в середине турнирной таблицы Четвёртого Дивизиона. В январе 1977 года Пэт Крузе, центральный полузащитник Торки Юнайтед, поставил мировой рекорд, забив гол в свои ворота всего через 6 секунд после стартового свистка в домашнем матче Лиги против Кембридж Юнайтед.
О’Фаррелл вновь вернулся в Торки Юнайтед в 1976 году, когда после поражения в Кубке Англии от Хиллингдон Боро (который в тот момент не входил в Футбольную Лигу) был уволен Малкольм Макгроув. Вскоре он был назначен управляющим клуба. Сезон 1977/78 Торки Юнайтед закончил на 9 месте, лучшим бомбардиром команды стал Вилли Браун, забивший за сезон 12 голов.
В середине сезона 1977/78, незадолго до прибытия в клуб нового главного тренера Майка Грина, О’Фаррелл купил нападающего из Бристоль Сити, уроженца Девона Колина Ли. Первый гол за Торки Ли забил уже в первом матче, всего же за 23 игры на счету этого нападающего было 10 голов. Но уже в октябре следующего года Ли был продан за 60,000 фунтов в Тоттенхэм, в своем дебютном матче Ли забил за лондонский клуб 4 гола в ворота Бристоль Роверс, в итоге лондонцы разгромили соперника со счетом 9:0. Позже Ли вернется в Торки и будет занимать там различные должности, сейчас же он занимает должность исполнительного директора клуба.
В 1981 году Майк Грин покинул клуб, после его ухода главным тренером команды (уже в третий раз) был назначен Фрэнк О’Фаррелл. Но вскоре О’Фаррелл вновь был назначен управляющим, а пост тренера занял Брюс Риох, который до конца сезона 1981/82 параллельно оставался действующим игроком клуба. В сезоне 1982/83 Юнатйтед смогли занять лишь 12-ю строчку в итоговой таблице чемпионата, но смогли в четвертый раз в своей истории выйти в 4 раунд Кубка Англии, где уступили на своем поле клубу Шеффилд Уэнсдей со счетом 2:3.

В этот период Юнайтед, как и все остальные английские клубы, боролись с падением посещаемости игр команды и негативным восприятием футбола в целом в стране. На последний домашний матч сезона 1983/84, состоявшийся 2 мая 1984 года, с трибун Плейнмура команду поддерживали лишь 967 зрителей. Юнайтед в том матче победил Честер Сити со счетом 1:0.
Финансовое состояние клуба оставляло желать лучшего, и члены правления клуба оказывали давление на Риоха, добиваясь от него продажи звездного игрока клуба Колина Андерсона с целью улучшения финансового положения. Риох же настаивал на том, что такой игрок как Андерсон может спасти клуб, но спортивная форма Колина быстро ухудшалась, что приводило Риоча в бешенство. Кульминацией сложившейся ситуации стал случай, когда Риох ударил игрока в челюсть, после чего Андерсон заявил о намерении обратиться в Ассоциацию Профессиональных Футболистов. После заявления Андерсона клуб решил расторгнуть контракт с Риохом. 20 лет спустя Риох сказал: «Это был период в моей карьере, о котором я очень сожалею».
В феврале 1984 года клуб подписал контракт с бывшим игроком Челси Дэйвом Уэббом, отчего оптимизма в стенах Плейнмур заметно прибавилось. Уэбб укрепил команду экс-игроками клуба Борнмут полузащитником Дереком Докинзом и вратарём Кенни Алленом, а также привёл в клуб бывших игроков сборной Эдди Келли и Тони Карри. Юнайтед неплохо провел сезон и закончил его на 9-м месте.
Сезон 1984/85 оказался для Юнайтед провальным. В итоговой таблице Четвёртого Дивизиона команда занимала последнюю строчку, таким образом впервые с 1928 года пребывание клуба в Футбольной Лиге находилось под вопросом. 17 мая 1985 после очень странного пожара оказалась полностью уничтожена половина старых трибун (за шесть дней до этого во время пожара была уничтожена треть трибун на стадионе Брэдфорд). На пожаре в Торки никто не пострадал, но вместимость стадиона Плейнмур стала меньше 5000 человек.
В сезоне 1985/86 Дэвид Уэбб стал управляющим директором клуба, а главным тренером был назначен Стюарт Морган. Тем не менее, во второй раз подряд Юнайтед оказались на последней строчке турнирной таблицы по итогам сезона. Последний раз команда, занимавшая последнее место два года подряд (это был Уэркингтон), потеряла место в Лиге, но Юнайтед повезло — клуб сохранил место.
В сезоне 1986/87 впервые команда, занявшая последнее место в чемпионате, должна была автоматически покинуть Четвёртый Дивизион, перейдя в Конференцию GM Vauxhall. Перед последним туром Торки Юнайтед занимал 22-е место с 47 очками, в преследователях были Бернли (46 очков) и Транмир Роверс (47 очков, но худшая разница мячей). На 21-м месте находился Линкольн Сити с 48 очками.
Последний матч сезона Торки Юнайтед проводил против клуба Кру Александра, в составе которого тогда играл молодой Дэвид Платт. После первого тайма Кру Александра вели со счетом 2:0 — такой результат не устраивал Торки Юнайтед Через две минуты после начала второго тайма центральный полузащитник Юнайтед Джим Макникол забил гол со штрафного, но даже атакуя всеми силами Торки Никак не могли сравнять счет. Транмир Роверс обеспечил себе безопасность, выиграв накануне свой последний матч. Бернли вел в матче, который проходил параллельно игре Торки и Кру. Линкольн Сити проигрывал в матче с Суонси Сити, но все равно имел одно очко преимущества.
За семь минут до конца основного времени полицейский пёс по кличке Брин, видимо решив, что центральный полузащитник Торки Юнайтед Джим Макникол бежит к нему чтобы его ударить, сорвался и вцепился игроку в бедро. Игра была приостановлена, а в результате к основному времени матча было добавлено 4 минуты, в течение которых Пол Добсон забил пожалуй самый важный гол Юнайтед в Футбольной Лиге. В результате Торки Юнайтед смог взять в последней игре 1 очко, обойдя Линкольн Сити по разнице мячей. Линкольн Сити по итогам сезона занял последнее место в дивизионе и был отправлен в Конференцию GM Vauxhall.
Сезон 1987/88 стал началом новой эры в истории Торки Юнайтед. После прихода Кирилли Ноулза на пост главного тренера в положении команды наметились улучшения. Стартовый матч сезона Юнайтед выиграл на своем поле со счетом 6:1 у Рексем. В результате Юнайтед закончил сезон на 5 месте, что не позволяло клубу рассчитывать на автоматическое повышение в классе, но давало право участвовать в играх плей-офф за выход в Третий Дивизион. В плей-офф Торки Юнайтед одолел Сканторп Юнайтед, после чего проиграл в Уэльсе в игре против Суонси Сити. Домашняя игра с Суонси Сити завершилась ничьей со счетом 3:3, что позволило Суонси Сити выйти в Третий Дивизион, оставив Юнайтед без повышения в классе. Также в этом сезоне Торки Юнайтед обыграл на своем поле в кубковом матче клуб из Первого Дивизиона Тоттенхэм Хотспур со счетом 1:0. Гол в том важном матче забил Дерек Доукинс. В 1988 году Юнайтед дошел до полуфинала в битве за Трофей Футбольной Лиги.
В течение сезона Ноулз также привел в команду 16-летнего левого вингера Ли Шарпа. Шарп провел за Торки Юнайтед 16 матчей (в которых забил 3 гола), после чего права на этого молодого футболиста были проданы Манчестер Юнайтед за рекордную сумму 180000 фунтов.
Почти год спустя, в мае 1989 года, Юнайтед предстояло впервые сыграть на стадионе Уэмбли в финале Трофея Шерпа Ван (спонсорское название Трофея Футбольной Лиги), что стало возможным после победы над Вулверхэмптон Уондерерс в финале Южной Секции кубка. На Уэмбли 46513 зрителей увидели гол Дин Эдвардса в ворота Болтон Уондерерс, но это все равно не помогло Торки — финал был проигран со счетом 4:1.

### Эра Бэйтсона
Майк Бэйтсон стал председателем Торки Юнайтед в мае 1990 года, приняв полномочия у Уэбба. Начало сезона 1990/91 было для Торки крайне удачным — 14 побед и лидерство в чемпионате. Но в итоге клуб растерял своё преимущество, а Бэйтсон уволил Смита с поста главного тренера и назначил на его место бывшего капитана Юнайтед (на тот момент тренера молодежи) Джона Импи. Импи смог вдохнуть в команду новую жизнь — по итогам сезона клуб оказался на 7 месте в турнирной таблице, второй раз попав в зону плей-офф.
Торки Юнайтед добился повышения в классе 31 мая 1991 года, победив в плей-офф Блэкпул во второй игре в истории клуба на стадионе Уэмбли. Благодаря голам Уэса Сандерса и Дина Эдвардса основное время матча закончилось со счётом 2:2. В дополнительное время игроки обеих команд не смогли поразить ворота соперника, а следовательно судьба путёвки в Третий Дивизион должна была решиться в серии пенальти. Успешные удары Микки Холмса, Уэса Сандерса, Пола Холмса, Криса Майерса и вратаря Гарета Хоуэлла в сочетании с промахом Дэйва Бамбера позволили Торки победить в серии пенальти со счётом 5:4. Победа принесла Торки возможность вернуться в Третий Дивизион.
Однако, несмотря на подписание Джастина Фашану (первого профессионального футболиста, открыто заявившего о своей гомосексуальной ориентации), назначение югослава Ивана Голаца в качестве тренера и визиты Джули Гудиера в раздевалку, Юнайтед смог продержаться в Третьем Дивизионе лишь один сезон. Голац был уволен, а его место в 1992 году занял Пол Комптон. Создание же Премьер-лиги в конце сезона означало, что Торки Юнайтед, покинув Третий Дивизион с понижением в классе, вновь попали в Третий Дивизион.
Пол Комптон предложил Нилу Уорноку поработать в клубе в качестве консультанта в январе 1993 года, но вскоре после этого Комптон ушел из команды, оставив Уорнока на посту главного тренера Торки Юнайтед. Бывший тренер Скарборо и Ноттс Каунти руководил клубом, пребывающим на грани вылета, до конца сезона, а после его окончания ушел.
Основной помощник Уорнока, игрок-тренер Дон О’Риордан, стал главным тренером Торки Юнайтед. О’Риордан продолжал играть важную роль в полузащите, и в то же время при жестких финансовых ограничениях смог добиться с командой 6-го места в сезоне 1993/94, что позволило Торки Юнайтед снова побороться за повышение в классе в плей-офф. К сожалению, команда не смогла добиться права сыграть на Уэмбли в третий раз в своей истории, уступив в двух полуфинальных матчах клубу Престон Норт Энд с общим счетом 4:3.
Сезон 1995/96 Торки Юнайтед закончил на последней строчке турнирной таблицы Третьего Дивизиона, следствием чему должен был стать вылет в Конференцию. Но клуб сохранил место в Футбольной Лиге, поскольку поле клуба Стивенидж Боро, занявшего первое место в Конференции, не удовлетворяло требованиям Лиги.
Сезон 1997/98 клуб завершил на 5 месте, снова попав в розыгрыш плей-офф за право перехода во Второй Дивизион. Победа Торки Юнайтед в последней игре чемпионата над клубом Лейтон Ориент позволила бы Юнайтед попасть во Второй Дивизион автоматически с 4-го места, но к разочарованию болельщиков этот матч закончился со счетом 2:1 не в пользу «чаек». В полуфинале с общим счетом 7:2 (по сумме двух игр) был повержен Скарборо, 4 гола были на счету звездного нападающего Родни Джека. Торки Юнайтед предстояло в третий раз в своей истории выйти на поле стадиона Уэмбли. Тем не менее, Юнайтед проиграли этот матч со счетом 1:0 клубу Колчестер Юнайтед (из-за субботней игры сборной Англии матч проводился в пятницу, в результате многие болельщики не смогли попасть на игру).
5 мая 2001 года в финальной игре сезона 2000/2001 Торки Юнайтед предстояло встретиться на выезде с клубом Барнет. Перед началом игры Барнет занимали последную строчку турнирной таблицы, отставая на одно очко от Торки Юнайтед. Чтобы остаться в Лиге, Торки нужно было не проиграть в этой встрече, Барнет же устраивала только победа. Благодаря голам Кевина Хилла, Джейсона Риса и Дэвида Грэма клуб из Торки вёл по ходу игры со счётом 3:0. В дальнейшем Барнет удалось отыграть два мяча, но игроки Торки Юнайтед отстояли свою победу. Победа в этом матче позволила Торки Юнайтед остаться в Футбольной Лиге, а клуб Барнет выбыл из Третьего Дивизиона в Конференцию.
В сезоне 2003/2004 Торки Юнайтед вышел во Второй Дивизион, в третий раз за свою история завоевав автоматическое повышение в классе, в напряженнейшей борьбе победив в финальной игре чемпионата Саутенд Юнайтед. Однако клуб не смог продержаться в Первой Футбольной Лиге (именно так в 2004 году стал называться Второй Дивизион) дольше одного сезона. Проигрыш в последней игре сезона в матче против Колчестер Юнайтед привел к тому, что Торки Юнайтед уступил по разнице забитых и пропущенных мячей клубу Милтон-Кинс Донс место в Первой Лиге. Тот факт, что вместо Торки Юнайтед в Первой Лиге остался именно клуб МК Донс, привёл к тому, что Юнатйед поддержали и болельщики других клубов, в основном из неприязни к франчайзингу в футболе — клуб МК Донс позиционировал себя в качестве последователя клуба Уимблдон, что воспринималось фанатами в штыки.
В сезоне 2005/2006 Торки Юнайтед удалось сыграть в Кубке Англии вничью с клубом Бирмингем Сити, в то время представлявшим Чемпионат Футбольной Лиги. Игра на Плейнмуре завершилась со счетом 0:0. Однако в повторной игре на Сент-Эндрюс «чайки» уступили со счетом 2:0. Несмотря на это достижение клуб попал в зону вылета из Второй Лиги. Сначала временно главным тренером вместо Лероя Розениора был назначен Джон Корнфорт, ранее тренировавший Эксетер Сити. Вскоре Джон Корнфорт был назначен главным тренером до конца сезона. Но положение команды не улучшилось, и в апреле Ян Аткинс сменил Корнфорта на тренерском посту. После этой перестановки Торки Юнайтед выдал беспроигрышную серию из 4 матчей, что позволило Юнайтед уйти из зоны вылета. Тем не менее, в следующем сезоне Аткинс был уволен с поста главного тренера.
В октябре 2006 года Бэйтсона на посту председателя заменил Крис Робертс, который вскоре уволил Аткинса, заменив его бывшим игроком сборной Чехии Любошем Кубиком. Несмотря на его достижения в качестве игрока, существовала некоторая озабоченность, что Кубик не сможет потянуть должность главного тренера. Кубик попытался добиться положительного отношения болельщиков к себе, пригласив в клуб в качестве помощника тренера Ричарда Хэнкокса. Но клуб при этом продолжал находиться в нижней части таблицы Второй Лиги. В итоге 5 февраля 2007 года Кубик в покинул клуб, а Колин Ли вскоре после этого был назначен новым футбольным директором клуба. 7 февраля 2007 года главным тренером был назначен Кит Керл. 21 февраля 2007 года Крис Робертс был вынужден подать в отставку на фоне растущего давления со стороны совета директоров, все члены которого были недовольны его работой в качестве председателя. На следующий день новым председателем был назначен Кейт Ричардсон. Тем не менее, уже 7 марта 2007 года Майк Бэйтсон, ранее уже занимавший пост председателя, снова был назначен на эту должность. Это решение было принято вследствие неспособности компании Криса Робертса Торки Юнайтед Холдингс выплатить необходимую сумму для приобретения клуба у Бэйтсона. Торки Юнайтед впервые за 80 лет потеряли статус клуба Футбольной Лиги 14 апреля 2007 года, сыграв вничью против Питерборо Юнайтед со счетом 1:1.
После окончания сезона в клубе царил хаос. Майк Бэйтсон ушел с поста председателя, его заменил Мервин Бенни. В результате Колин Ли был уволен, Кит Керл так и не получил предложение продолжить работу в клубе в качестве главного тренера и вскоре начал тренировать клуб Кристал Пэлас. Занимавший уже ранее пост главного тренера Лерой Розениор был назначен и уволен в один и тот же день. Наконец, новый консорциум во главе с Алексом Роу и Крисом Бойсом выкупил клуб у Бэйтсона, и Роу был назначен на пост председателя. Бывший игрок Торки Юнайтед Пол Бакл был назначен главным тренером — клубу предстояло провести свой первый за 80 лет сезон в Национальной Конференции.

### 2 года в Национальной Конференции
Торки Юнайтед начал свой первый сезон в Национальной Конференции с уверенной победы над клубом Олдершот Таун со счётом 3:0 и был непобедим до поригрыша клубу Бертон Альбион (3:1) в сентябре. Это поражение придало команде необходимый стимул, и клуб выиграл 5 игр подряд, что позволило им к концу октября занимать первую строчку в турнирной таблице. С ноября по декабрь форма Торки Юнайтед в лиге оставляла желать лучшего, но победа со счётом 4:1 над Йовил Таун в Кубке Англии, показанная на BBC, должна была дать клубу мощный импульс. Команда не смогла им воспользоваться, потеряв много очков в рождественский период и проиграв в дерби против Эксетер Сити со счётом 4:3. Через неделю у Торки Юнайтед получилось взять реванш, обыграв на домашнем поле Эксетер Сити со счётом 1:0, но к концу января клуб уже занимал вторую строчку в таблице, уступая 3 очка клубу Олдершот Таун. В феврале торки Юнайтед не знал поражений, но отставание от лидера все равно увеличилось до 5 очков. Вне лиги клуб чувствовал себя комфортно, дойдя до полуфинала Трофея Футбольной Ассоциации. Март начался ужасно — Торки Юнайтед пориграл в первых трех матчах месяца, в том числе было и поражение 2:1 на домашнем поле от лидера чемпионата Олдершот Таун. Это привело к падению Торки Юнайтед на 4 строчку турнирной таблицы — отставание от лидера составляло уже 14 очков. В субботу, 15 марта 2008 клуб вновь заработал себе путёвку на Уэмбли, обыграв в двух матчах (с общим счётом 2:1) в полуфинале Трофея Футбольной Ассоциации клуб Йорк Сити.
Завершив чемпионат на 3-м месте, Торки Юнайтед добился права принимать участие в играх плей-офф за выход во Вторую Лигу. Кроме Торки Юнайтед, в плей-офф пробились клубы Эксетер Сити, Кембридж Юнайтед и Бертон Альбион. Первый матч плей-офф Торки Юнайтед проводил дома против Эксетер Сити. Матч команда начала неважно, но тем больше была радость болельщиков после гола Тима Силлса незадолго до свистка на перерыв. Но Эксетер Сити смог сравнять счёт благодаря голу Уэйна Карлайла. Когда всем казалось, что игра так и завершится ничьей, Пол Джонс забил победный гол — игра завершилась со счётом 2:1 в пользу Торки Юнайтед. Перед ответной игрой футболисты Торки Юнайтед понимали, что если они забьют хотя бы один гол, Эксетер Сити нужно будет забивать два, чтобы хотя бы перевести игру в дополнительное время. Когда Кевин Хилл забил свой гол во втором тайме, казалось, что судьба матча решена, но игроки Эксетер Сити смогли забить в ворота соперника 4 гола за 18 минут, выбив Торки Юнайтед из розыгрыша путёвки во Вторую Лигу.
10 мая 2008 года Торки Юнайтед проиграл со счётом 1:0 в финале Трофея Футбольной Ассоциации клубу Эббсфлит Юнайтед на стадионе Уэмбли. Единственный гол в матче забил экс-нападающий «чаек» Крис Макфи.

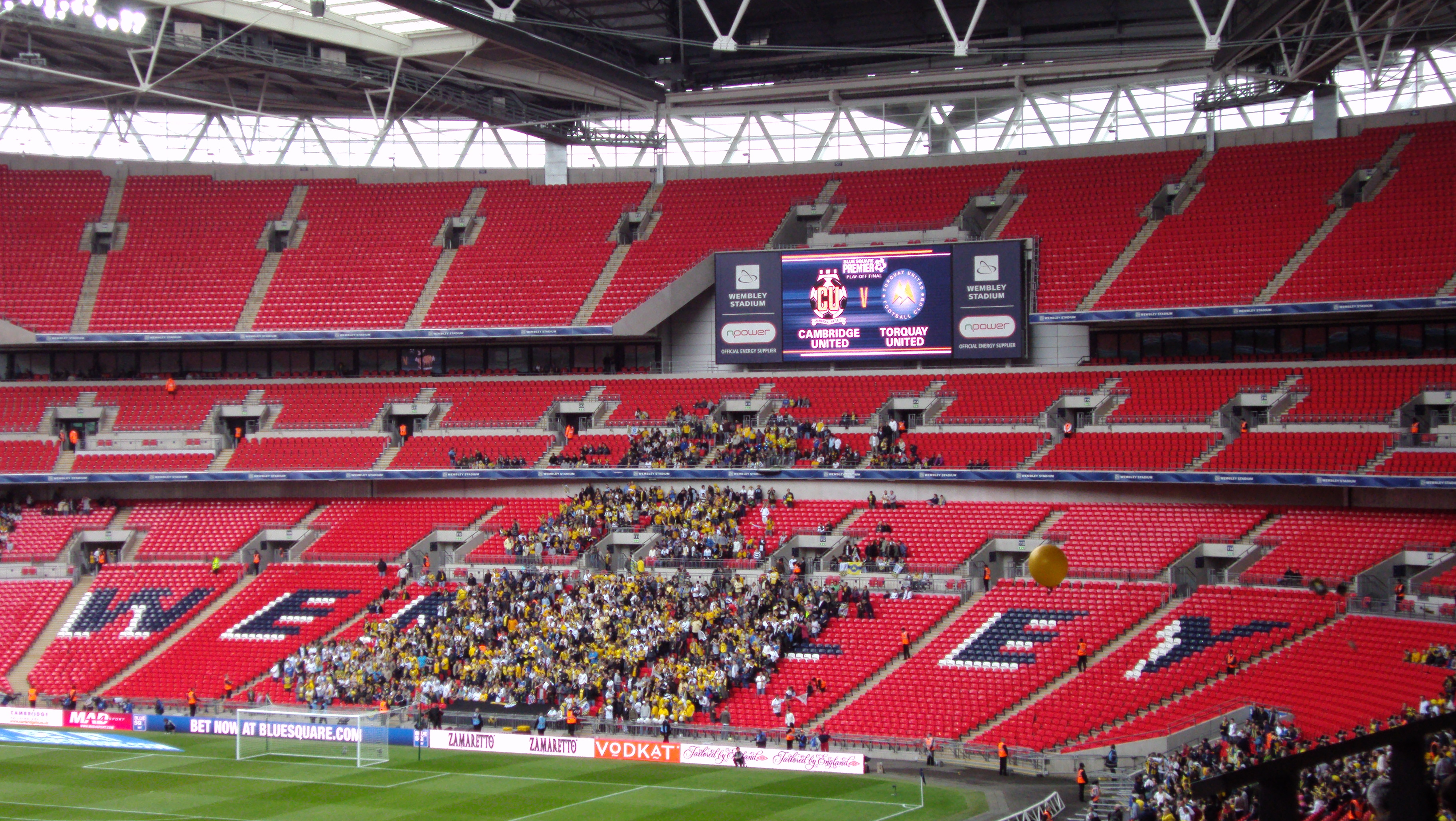
Фанаты клуба на стадионе Уэмбли в Лондоне

Свой второй сезон в Национальной Конференции Торки Юнайтед начал так же плохо, как и закончил первый. В первых 7 играх клуб смог набрать только 5 очков. Следующие 3 месяца однако прошли куда лучше — Торки Юнайтед не проиграл ни одной игры с 7 сентября 2008 года по 2 декабря 2008 года, установив рекордную для себя беспроигрышную серию из 17 игр. Команда смогла добиться выхода в третий раунд Кубка Англии, победив со счётом 2:0 Оксфорд Юнайтед в конце ноября. Начало 2009 года далось клубу тяжело, но 3 января 2009 года Торки Юнайтед обыграл на Плейнмур со счётом 1:0 Блэкпул и впервые за последние 19 лет вышел в 4 раунд Кубка Англии. В 4 раунде команде предстояла встреча с Ковентри Сити. Но на глазах 6018 зрителей Торки Юнайтед не смог одержать победу в игре, выигрывать которую был обязан. На 87-й минуте Эллиот Уорд забил единственный гол в этом матче, вырвав для Ковентри Сити путёвку в следующий раунд кубка. Спустя некоторое время Торки Юнайтед проиграл Саутпорту в 3 раунде Трофея Футбольной Ассоциации со счётом 3:0.
Торки Юнайтед заполучили место в Футбольной Лиге 17 мая 2009 года, победив со сётом 2:0 Кембридж Юнайтед на Уэмбли в финале плей-офф Национальной Конференции.
Благодаря голам капитан Криса Харгривза и лучшего бомбардира клуба Тима Силлса Торки Юнайтед одержал победу со счетом 2:0 над Кембридж Юнайтед в матче, за которым с трибун наблюдали более 35000 болельщиков. За Кембридж в тот день играл Ли Филлипс, установивший своеобразный рекорд игрока клубов, не входящих в Футбольную Лигу: он проиграл на Уэмбли 3 раза в течение 3 лет, играя за 3 различных клуба. В сезоне 2006/2007 он проиграл 2:1, играя за Морекамб в финале плей-офф против Эксетер Сити. В сезоне 2007/2008 он проиграл в финале Трофея Футбольной Ассоциации, играя за Торки Юнайтед против Эббсфлит Юнайтед. А затем в сезоне 2008/2009 он проиграл уже Торки Юнайтед в финале плей-офф Национальной Конференции.

### Последний взлёт в кубке
29 января 2011 года Торки Юнайтед имел возможность достичь лучшего за всю свою историю результата в Кубке Англии, выйдя в 5-й раунд кубка. Но в итоге клуб ждало поражение со счётом 0:1 от лидера Национальной Конференции Кроули Таун. Еще больше болельщики Торки Юнайтед огорчились 30 января 2011 во время жеребьевки 5-го раунда Кубка Англии, когда в соперники Кроули Таун достался Манчестер Юнайтед. Если бы на месте Кроули Таун был клуб из Торки, матч против именитого соперника принес бы клубу очень неплохой заработок.

### 2009—2012
Свой первый сезон после возвращения во Вторую Лигу Торки Юнайтед закончил на 17-м месте с 57 очками. В следующем сезоне Торки Юнайтед занял 7 место, что гарантировало клубу участие в плей-офф.
В полуфинале плей-офф Торки Юнайтед одержал победу над Шрусбери Таун с общим счётом 2:0 по итогам 2 матчей. Впереди был финал плей-офф, который должен был пройти на стадионе Олд Траффорд. 28 мая 2011 года Торки Юнайтед проиграл в финале плей-офф клубу Стивенидж со счётом 1:0 и остался во Второй Лиге. Пол Бакл подал в отставку на следующий день после финала и продолжил тренерскую карьеру в Бристоль Роверс.
В 3 сезоне во Второй Лиге Торки Юнайтед выглядел сильнее, чем когда-либо прежде, находясь на рекордно высокой для себя 2-й строчке турнирной таблицы на протяжении практически всего чемпионата. Однако ближе к концу сезона наметился спад формы, и в итоге клуб смог занять лишь 5-е место, что давало Торки Юнайтед шанс побороться за выход в Первую Лигу в плей-офф против Челтнем Таун (6-е место в чемпионате), где они проиграли сначала со счетом 2:0 на выезде, а потом и 1:2 дома (общий счёт 4:1). Концовка отлично проведенного сезона получилась неудачной — в сезоне 2012/2013 Торки Юнайтед вопреки ожиданиям болельщиков снова предстоит играть во Второй Лиге.

## Стадион
Первые матчи в своей истории торки Юнайтед проводил на одном из полей фермера Джона Райта, расположенном на вершине Пенни Хилл (сейчас это район Паркхёрст Роад).

После сезона товарищеских матчей клуб вступил в Лигу Восточного Девоншира и переехал на поле Рекриэйшн, которое должно было стать для команды домом на ближайшие 4 года. В 1904 году регбийный клуб Атлетик закрепил за собой право на аренду стадиона Рекриэйшн, а футбольный клуб Эллакомб арендовал Плейнмур, таким образом оставив Торки Юнайтед без стадиона. Торки Юнайтед пришлось вернуться на поля Райта. Однако вскоре из-за того, что поля отдали под застройку, команде пришлось снова искать себе стадион. Торки Юнайтед разделили поле с клубом Торки Крикет на Крикетфилд Роуд (сейчас это место также используется для игры в футбол командой Южной девонширской лиги Аптон Атлетик).
В 1910 году клуб Торки объединился с другим местным клубом — Эллакомб. Новый клуб получил название Торки Таун. Стадион Плейнмур стал домом для нового клуба. Дом этот приходилось делить с еще одним местным клубом — Баббакомб.
Клубы Торки Таун и Баббакомб объединились в 1921 году. Новый клуб остался на Стадионе Плейнмур до сих пор.

### Возможный переезд
После назначения в октябре 2006 года Криса Робертса председателем совета клуба, Робертс выразил желание переезда Торки Юнайтед на новый многофункциональный стадион Рекриэйшн, который на то время занимал клуб Торки Атлетик Регби. После отставки Робертс пост председателя занял Александр Роу, который едва ли не в первую очередь дистанцировался от планов на переезд, заявив что клуб и фанаты хотят остаться на стадионе Плейнмур, а в будущем планируется расширение стадиона — постройка большой трибуны для увеличения вместимости до 9000 зрителей.
После длительного планирования проект новой трибуны был представлен на одобрение совету директоров. Проект был утвержден 9 июня 2011, стоимость расширения около 2 млн фунтов стерлингов. Новая трибуна будет носить имя Пола Бристоу, который во многом помог «чайкам» вернуться Футбольную Лигу. В связи со строительством новой трибуны вместимость стадиона на время игр сезона 2011/2012 составляла всего 4500 зрителей.

## Достижения
- Четвёртый дивизион
  - Третье место (3): 1959/60, 1965/66, 2003/04
  - Победитель плей-офф: 1990/91
- Третий южный дивизион:
  - Вице-чемпион: 1956/57
- Национальная Конференция
  - Победитель плей-офф: 2008/09
- Южная футбольная лига Западный дивизион
  - Победитель: 1926/27
- Региональная лига Плимута
  - Победитель: 1911/12
- Региональная лига Торки
  - Победитель: 1908/09
- Кубок Третьего южного дивизиона
  - Вице-чемпион: 1933/34
  - Финалист: 1938/39 (финал не был сыгран из-за начала Второй Мировой Войны)
- Трофей Футбольной лиги
  - Финалист: 1988/89
- Трофей ФА
  - Финалист: 2007/08
- Юношеский кубок Девоншира:
  - Победитель (2): 1910/11, 1921/22
- Кубок Девоншира:
  - Победитель (15): 1934, 1935, 1937, 1946, 1948, 1949, 1955, 1958, 1961, 1970, 1971, 1972, 1996, 1998, 2007
  - Финалист (17): 1923, 1931, 1933, 1938, 1939, 1954, 1959, 1960, 1962, 1966, 1967, 1969, 1974, 1997, 2000, 2002, 2003

## Рекорды
- Наибольшее количество зрителей в домашнем матче за всё время: 21908чел. (29.01.1955 г., 4 раунд Кубка Англии, матч против Хаддерсфилд Таун)
- Самая крупная победа в лиге: 9:0 (08.03.1952 г., Третий южный дивизион, матч против Суиндон Таун)
- Самое крупное поражение в лиге: 2:10 (07.09.1931 г., Третий южный дивизион, матч против Фулхэма)
- Самая крупная победа в кубке: 7:1 (14.11.1959 г., 1 раунд Кубка Англии, матч против Нортгемптон Таун)
- Игрок, сыгравший наибольшее количество матчей за клуб (во всех соревнованиях): Кевин Хилл (474 матча с 1997 по 2008 год)
- Лучший бомбардир клуба: Сэмми Коллинз (219 голов)
- Игрок, забивший наибольшее количество голов за сезон: Сэмми Коллинз (40 голов в сезоне 1955/56)